# Halbe Zijlstra
Halbe Zijlstra (Oosterwolde, 21 januari 1969) is een Nederlands voormalig politicus van de Volkspartij voor Vrijheid en Democratie (VVD). Van 26 oktober 2017 tot 13 februari 2018 was hij minister van Buitenlandse Zaken in het kabinet-Rutte III. Van 14 oktober 2010 tot 5 november 2012 was hij staatssecretaris van Onderwijs, Cultuur en Wetenschap in het kabinet-Rutte I.
Zijlstra was van 30 november 2006 tot 14 oktober 2010 lid van de Tweede Kamer der Staten-Generaal. Ook was hij Kamerlid in de periode van 20 september 2012 tot 26 oktober 2017. Van 1 november 2012 tot 16 maart 2017 was Zijlstra in de Tweede Kamer fractievoorzitter voor de VVD.

## Levensloop en carrière
Zijlstra is de zoon van een politierechercheur. Hij studeerde sociologie (doctoraal 1996) aan de Rijksuniversiteit Groningen en deed een opleiding Marketing (afgerond in 1994) aan de in dezelfde plaats gevestigde Hanzehogeschool.

### Gemeenteraadslid
Onder invloed van Frits Bolkestein werd hij in 1994 lid van de VVD. In 1996 ging hij in Utrecht wonen. Bij de gemeenteraadsverkiezingen van 1998 werd hij gekozen in de gemeenteraad van Utrecht. In 2001 trad hij af, omdat hij vanwege werkzaamheden voor zijn projectmanagementbureau Improvex voor enige tijd naar het buitenland vertrok. Op 7 februari 2003 maakte hij, naar eigen zeggen, de Bomaanslag op Club Nogal mee in de Colombiaanse hoofdstad Bogota. Hij zou de aanslag vanaf de overkant van de straat gezien hebben en glas in zijn hoofd hebben gekregen. In 2003 keerde hij na het vertrek van een partijgenoot terug in de Utrechtse raad. Zijlstra werd in 2004 fractievoorzitter. Bij de gemeenteraadsverkiezingen van 2006 werd hij herkozen. Kort daarop legde hij opnieuw vanwege zijn eigen bedrijf het raadslidmaatschap neer.

### Lid Tweede Kamer
In het najaar van 2006 stond Zijlstra als 19e op de VVD-kandidatenlijst voor de Tweede Kamerverkiezingen 2006, hoog genoeg om in de Kamer te worden gekozen. Zijlstra deed meteen van zich spreken door samen met oud-collega raadslid uit Utrecht Hans Spekman (PvdA) het initiatief te nemen voor een voetbalwet die het geweld van voetbalhooligans zou moeten tegengaan. Van april 2007 tot december 2008 was hij lid van de commissie-Dijsselbloem, die onderzoek deed naar het effect van onderwijsvernieuwingen in het Nederlandse voortgezet onderwijs. Zijlstra werd bij de Tweede Kamerverkiezingen 2010 herkozen in het parlement.

### Staatssecretaris van OCW
Op 14 oktober 2010 werd hij benoemd tot staatssecretaris van Onderwijs, Cultuur en Wetenschap in het kabinet-Rutte I. In die functie ontwikkelde hij plannen om te bezuinigen op subsidies in de cultuursector. Op een begroting van 900 miljoen euro zou 200 miljoen euro bezuinigd worden. Een groot aantal culturele- en kunstinstellingen zouden hierdoor worden bedreigd. Door een aantal uitspraken rondom de geplande bezuinigingen raakte Zijlstra in opspraak. Zijlstra zei zelf over de bezuinigingen op kunst en cultuur onder andere 'Niemand is veilig'. Ook werd Zijlstra verweten dat hij geen affiniteit met de sector zou hebben. Zijlstra noemde dit zelf een voordeel als je zoveel moet bezuinigen.
De geplande bezuinigingen leidden tot protesten. Op 26 juni 2011 werd door 3500 mensen de Mars Der Beschaving gelopen van Den Haag naar Rotterdam als protest tegen de kabinetsbezuinigingen van 200 miljoen euro op cultuur. Op 27 juni 2011 volgde een protestactie op het Malieveld in Den Haag waarbij 7.000 à 10.000 mensen aanwezig waren. Ondanks deze protesten wees Halbe Zijlstra alle moties tot het herzien van de geplande bezuinigingen af, omdat het kabinet een omslag en pijnlijke keuzes zou willen maken. Zijlstra was in 2010 verantwoordelijk voor het besluit om de geplande nieuwbouw voor het Nationaal Historisch Museum niet door te laten gaan.
Naast de cultuurbezuinigingen wilde Zijlstra ook studenten die te lang over hun studie doen beboeten door hun een hoger collegegeld op te leggen, de zogenaamde langstudeerboete. Ook studenten die bijvoorbeeld door een bestuursfunctie al een vertraging hadden, werden er door getroffen. Dit leidde tot felle protesten van zowel studenten, docenten en hoogleraren, omdat ze het in strijd vonden met het gelijkheidsbeginsel en het "regel-verandering tijdens de wedstrijd" zou zijn. De maatregel werd door het kabinet-Rutte I ingevoerd. In 2012, bij de vorming van het kabinet-Rutte II, werd door onderhandelaars Rutte en Diederik Samsom bekendgemaakt dat de maatregel met terugwerkende kracht zou worden afgeschaft.
In 2012 diende Zijlstra een wetsvoorstel in om de basisbeurs voor master-studenten onder het sociaal leenstelsel te brengen.

### Lid Tweede Kamer en fractievoorzitter
Op 1 november 2012 werd Zijlstra gekozen tot voorzitter van de VVD-fractie in de Tweede Kamer. Hij volgde hiermee Mark Rutte op, die tot formateur benoemd werd.
Na de Tweede Kamerverkiezingen van 15 maart 2017 werd Rutte een dag later opnieuw fractievoorzitter.

### Minister van Buitenlandse Zaken
Zijlstra werd op 26 oktober 2017 beëdigd als minister van Buitenlandse Zaken in het kabinet-Rutte III.
In februari 2018 kwam Zijlstra in opspraak. Hij had in een toespraak in 2016 en bij andere gelegenheden gemeld dat hij in 2006 aanwezig was bij een bijeenkomst in de datsja, het buitenhuis van de Russische president Vladimir Poetin, waarbij deze gesproken zou hebben over zijn ambitie voor een "Groot-Rusland": een uitbreiding van Rusland met Wit-Rusland, Oekraïne, de Baltische staten en eventueel Kazachstan.
Na mediavragen hierover bekende Zijlstra dat hij niet bij deze bijeenkomst was geweest. Volgens hem was het verhaal van iemand anders en deed hij het voorkomen als zijn eigen verhaal om de identiteit van de bron te beschermen. Voormalig Shell-topman Jeroen van der Veer maakte zich vervolgens bekend als Zijlstra's bron, maar hij ontkende dat hij het op die manier aan Zijlstra had verteld. Volgens Van der Veer waren Poetins woorden over "Groot Rusland" alleen historisch bedoeld en had deze niet gesuggereerd het grondgebied van Rusland te willen uitbreiden. De zaak kreeg ook in de internationale pers aandacht.
Aan het begin van een debat over deze zaak in de Tweede Kamer, deelde Zijlstra op 13 februari 2018 mee bij de Koning zijn ontslag aan te vragen als minister van Buitenlandse Zaken; dit werd hem per die dag verleend.

### VolkerWessels
Na zijn afscheid van de politiek stapte Zijlstra over naar het bedrijfsleven. Begin november 2018 ging hij aan de slag als 'strategiedirecteur' bij bouwonderneming VolkerWessels.

#### Granulietdossier
Uit onderzoek van televisieprogramma Zembla is gebleken dat Zijlstra gesprekken voerde op het ministerie van Infrastructuur en Waterstaat; ook mailde, appte en telefoneerde hij met topambtenaren en oefende druk op hen uit bij het besluit tot de omstreden stort van 750.000 ton granuliet in de Gelderse natuurplas Over de Maas. Onder meer oefende Zijlstra druk uit op de ambtelijke organisatie om geen onderzoek te doen naar mogelijk aanwezige verboden stoffen. Zijlstra weigerde Zembla te woord te staan, maar heeft laten weten dat hij alleen mensen met elkaar in contact heeft gebracht en nooit iemand onder druk heeft gezet. In december 2020 werd bekend dat de Raad voor de Journalistiek de berichtgeving in de uitzending van Zembla "deels onzorgvuldig" vond.

## Persoonlijk leven
Zijlstra is getrouwd en heeft een zoon. Hij is buitengewoon ambtenaar van de burgerlijke stand.